# Льевант
Льевант (исп. Llevant) — район (комарка) в Испании, входит в провинцию Балеарские острова.

## Муниципалитеты
1. Арта
2. Капдепера
3. Манакор
4. Сан-Лоренсо
5. Сон-Сервера